# Campeprosopa longispina
Campeprosopa longispina är en tvåvingeart som först beskrevs av Enrico Adelelmo Brunetti 1913.  Campeprosopa longispina ingår i släktet Campeprosopa och familjen vapenflugor. Inga underarter finns listade i Catalogue of Life.